# 아르메니아긴꼬리쥐
아르메니아긴꼬리쥐(Sicista armenica)는 뛰는쥐과에 속하는 설치류의 일종이다.

## 특징
생쥐를 닮은 작은 설치류로 평균 몸무게가 10g이고, 꼬리를 제외한 몸길이는 최대 9cm이다. 꼬리는 쥐는 힘을 어느 정도 가지고 있으며, 꼬리가 길어서 몸길이보다 약간 길다. 몸은 갈색이고, 상체가 더 진한 색을 띤다.

## 생태
야행성 동물이고, 먹이는 씨앗과 열매 그리고 곤충이다. 약간 뛰어서 땅에서 이동하고, 쥐는 힘을 반쯤 지닌 꼬리를 갖고 있기 때문에 관목과 나무에 쉽게 올라 갈 수 있다. 둥지는 타원형이며, 땅 아래에 얕은 구멍을 파고 떨어진 식물로 만든다.

## 분포 및 서식지
아르메니아의 토착종으로 마르마릭 강 상류 지역의 침엽수림과 활엽수림의 혼합림에서 발견된다.

## 보전 등급
런던의 동물학회는 진화학적 독특함과 적은 개체수에 기초하여 아르메니아긴꼬리쥐를 멸종 위협이 가장 높은 포유류 100종의 하나로 지정했다.